# Roni Horn
Roni Horn (Nova York, 25 de setembre de 1955) és una artista visual i escriptora estatunidenca. La seva obra abasta l'escultura, el dibuix, la fotografia, el llenguatge, i la instal·lació. Neta d'immigrants jueus originaris de l'Europa Oriental, va néixer, viu i treballa a Nova York. Va obtenir un BFA de la Rhode Island School of Design i un MFA en escultura de la Universitat Yale. El 2013 va guanyar el Premi Joan Miró.

## Biografia
Horn va deixar l'escola secundària als 16 anys i es va matricular a l'Escola de Disseny de Rhode Island. Des de 1975, Horn ha viatjat sovint a Islàndia, on el paisatge i l'aïllament han influït fortament en la seva pràctica. La seva primera exposició individual (fora de la universitat) es va celebrar el 1980 al München Kunstraum. Després de dues exposicions a Nova York (a les galeries de Paula Cooper i Leo Castelli), la carrera de Horn es va accelerar finals de la dècada de 1980. El 1998 va rebre Premi Alpert Awards in the Arts, així com diverses beques NEA, i una beca Guggenheim. Li han dedicat exposicions temporals diversos espais d'art contemporani. Horn està representada per Hauser & Wirth, Xavier Hufkens, Brussel·les; i la Kukje Gallery de Seül.

## Obra
Horn es revela com una artista plenament contemporània. Esculpint, dibuixant, fotografiant, fent instal·lacions específiques i intervencions en el paisatge o escrivint, la curiositat de Horn és gran. El seu talent s'ha plasmat en tantes àrees de les arts plàstiques. Emmarcada en els àmbits de l'art conceptual i el minimalisme, l'etiqueta que millor li escau és, senzillament, la d'artista visual i escriptora. El qualificatiu de visual, sovint superflu, no ho és en el seu cas: la seva obra té un enorme poder visual, una força visual que ella posa al servei d'un discurs intel·lectual que busca conscienciar l'espectador sobre qüestions com el gènere, la identitat, l'androgínia o la complexa relació entre objecte i subjecte.
 
Entusiasta del retrat i del paisatge, enamorada de l'escultura, apassionada del dibuix, Horn es lliura a una tasca creativa el resultat de la qual és tan impactant com melancòlic. El seu interès pel paisatge d'Islàndia, país on resideix i treballa durant part de l'any, ajuda a entendre una mirada que es complau en la duresa però també en la simplicitat, en la contundència però també en el que és eteri, en l'absolut i en la melancolia. El seu objectiu és explorar fins a quin punt el món és canviant, inestable, insegur, incert, misteriós. Els paisatges, les persones, el temps i les mateixes obres d'art es mouen, evolucionen, estan sempre condicionades pel context. Per a l'artista fins i tot la nostra identitat, la percepció de qui som, és inestable: està en funció d'un lloc i d'un moment concrets. És per això que li agrada treballar pensant en llocs específics. El seu és un art que neix per ocupar un espai determinat.

## Exposicions rellevants
- 1995 - Kunsthalle de Basilea[6]
- 2001 - Museu Serralves de Porto
- 2001 - Whitney Museum of American Art, Nova York,
- 2002 - Dia Center for the Arts de Nova York
- 2003 - Centre Georges Pompidou
- 2004 - Institut d'Art de Chicago
- 2009 - Tate Modern de Londres[7]
- 2014 - Fundació Joan Miró, Dormia tot com si l'univers fos un error

## Publicacions
- Horn, Roni. Bluff Life. (To Place, book I.) New York: Peter Blum, 1990. ISBN 0-935875-09-3
- Horn, Roni. Folds. (To Place, book II.) New York: Mary Boone Gallery, 1991. ISBN 0-941863-21-2
- Horn, Roni. Lava. (To Place, book III.) New York: Roni Horn, 1992. ISBN 1-56466-035-4
- Horn, Roni. Pooling waters. (To Place, book IV.) Cologne: Walther König, 1994. ISBN 3-88375-187-1
- Horn, Roni. Inner geography. (To Place, supplement.) Baltimore, MD: Baltimore Museum of Art, 1994. ISBN 0-912298-67-7
- Horn, Roni. Verne's journey. (To Place, book V.) Cologne: Walther König, 1995. ISBN 3-88375-219-3
- Horn, Roni. Haraldsdóttir. (To Place, book VI.) Denver, CO: Ginny Williams, 1996. ISBN 1-880146-16-9
- Horn, Roni. You are the weather. Zurich and New York: Scalo in collaboration with Fotomuseum Winterthur, 1997. ISBN 3-931141-45-4
- Horn, Roni. Arctic circles. (To Place, book VII.) Denver, CO: Ginny Williams, 1998. ISBN 1-880146-21-5
- Horn, Roni, Kathleen Merrill Campagnolo, and Jan Avgikos. Still water. Santa Fe, NM: SITE Santa Fe, 2000. ISBN 0-9700774-1-6
- Horn, Roni. Another water (the River Thames, for example). Zurich and New York: Scalo, 2000. ISBN 3-908247-25-X
- Horn, Roni. Becoming a landscape. (To Place, book VIII.) Denver, CO: Ginny Williams, 2001. ISBN 3-88243-797-9
- Horn, Roni. Dictionary of water. Paris: Edition 7L, 2001. ISBN 3-88243-753-7
- Horn, Roni. This is me, this is you. Paris: Edition 7L, 2002. ISBN 3-88243-798-7
- Horn, Roni. Cabinet of. Göttingen/New York: Steidl/Dangin, 2003. ISBN 3-88243-864-9
- Horn, Roni. Her, her, her & her. Göttingen/New York: Steidl/Dangin, 2004. ISBN 3-86521-035-X
- Horn, Roni, Louise Bourgeois, Anne Carson, Hélène Cixous, and John Waters. Wonderwater (Alice Offshore). Göttingen, Germany: Steidl, 2004. ISBN 3-86521-005-8
- Horn, Roni, and Hélène Cixous. Rings of Lispector (Agua Viva). London: Hauser & Wirth; Göttingen: Steidl, 2005. ISBN 3-86521-149-6
- Horn, Roni. Index Cixous: cix pax. Göttingen, Germany: Steidl, 2005. ISBN 3-86521-135-6
- Horn, Roni. Doubt box. (To Place, book IX.) Göttingen, Germany: Steidl, 2006. ISBN 3-86521-276-X
- Horn, Roni. Herðubreið at home: the Herðubreið paintings of Stefán V. Jónsson aka Stórval. Göttingen: Steidl, 2007. ISBN 978-3-86521-457-7
- Horn, Roni. Weather reports you. London: Artangel/Steidl, 2007. ISBN 978-3-86521-388-4
- Horn, Roni, and Philip Larratt-Smith. Bird. London: Hauser & Wirth; Göttingen: Steidl, 2008. ISBN 978-3-86521-669-4

## Premis i reconeixements
- 2013- Premi Joan Miró: El jurat del Premi Joan Miró 2013 va estar integrat per professionals de prestigi en el camp de l'art contemporani: Alfred Pacquement, exdirector del Centre Georges Pompidou (París); Vicent Todolí, exdirector de la Tate Modern (Londres) i actual director artístic d'Hangar Biccoca (Milà); Poul Erik Tøjner, director del Louisiana Museum of Modern Art (Humlebæk, Dinamarca); Rosa Maria Malet, directora de la Fundació Joan Miró (Barcelona); i Nimfa Bisbe, directora de la Col·lecció ”la Caixa” d'Art Contemporani. Els artistes que han obtingut el Premi Joan Miró en edicions anteriors són Olafur Eliasson, Pipilotti Rist i Mona Hatoum.[8]